# Saix
Saix ist eine französische Gemeinde mit 263 Einwohnern (Stand: 1. Januar 2022) im Département Vienne in der Region Nouvelle-Aquitaine; sie gehört zum Arrondissement Châtellerault und zum Kanton Loudun (bis 2015: Kanton Les Trois-Moutiers).

## Geographie
Saix ist die nördlichste Gemeinde des Départements Vienne. Sie liegt etwa 14 Kilometer südsüdöstlich von Saumur. Nachbargemeinden von Saix sind Épieds im Norden und Westen, Fontevraud-l’Abbaye im Norden und Nordosten, Roiffé im Osten sowie Raslay und Morton im Süden.

## Bevölkerungsentwicklung
| Jahr                       | 1962 | 1968 | 1975 | 1982 | 1990 | 1999 | 2006 | 2017 |
| Einwohner                  | 321  | 290  | 235  | 189  | 171  | 185  | 208  | 290  |
| Quellen: Cassini und INSEE |      |      |      |      |      |      |      |      |

## Wirtschaft
Die Rebflächen um Saix sind Teil des Weinbaugebietes Anjou innerhalb der großen Weinbauregion Val de Loire.

## Sehenswürdigkeiten
- Kirche Sainte-Radegonde
- Kapelle Sainte-Radegonde
- Schloss Eternes
- Schloss Pas de Loup

## Persönlichkeiten
- Paul-François Puginier (1835–1892), römisch-katholischer Ordensgeistlicher und Apostolischer Vikar von West-Tonking